# Almazora
Almazora là một đô thị trong tỉnh Castellón, Cộng đồng Valencia, Tây Ban Nha. Đô thị Almazora có diện tích 33 km², dân số theo điều tra năm 2010 của Viện thống kê quốc gia Tây Ban Nha là 25.628 người. Đô thị Almazora nằm ở khu vực có độ cao 31 mét trên mực nước biển.